# Потоцький Сергій Іванович
Потоцький Сергій Іванович (19 вересня 1883, Тамбов, Росія — 29 січня 1958, Москва) — радянський російський композитор.
Закінчив клас фортеп'яно (1914) і композиції (1916) Московської консерваторії.
Автор опер, кантат, музики до фільмів: «Гармонь» (1934), «Дума про козака Голоту» (1937, у співавт.), «Вершники» (1939), «П'ятий океан» (1940), «Богдан Хмельницький» (1941), «Бойова кінозбірника № 9» («Квартал № 14»), «Роки молодії» (1942) та ін.